# Medakerehalli, Jagalur
Medakerehalli là một làng thuộc tehsil Jagalur, huyện Davanagere, bang Karnataka, Ấn Độ.